# Casas de San Galindo
Casas de San Galindo es un municipio y localidad española de la provincia de Guadalajara, en la comunidad autónoma de Castilla-La Mancha. El término municipal tiene una población de 20 habitantes (INE 2024).

## Historia
Hacia mediados del siglo XIX el lugar contaba con una población censada de 130 habitantes. La localidad aparece descrita en el sexto volumen del Diccionario geográfico-estadístico-histórico de España y sus posesiones de Ultramar de Pascual Madoz de la siguiente manera:

CASA DE SAN GALINDO (la): v. con ayunt. en la prov. de Guadajaiara (5 leg.), part. jud. de Brihuega (3), aud. terr. de Madrid (15), c. g. de Castilla la Nueva, dióc. de Sigüenza (6): sit. en llano, al pie de una elevada cuesta, combatida principalmente de los vientos N. y E., con clima frio: las enfermedades mas comunes son pleuresías; tiene 44 casas de un solo piso, la de ayunt. en la que está la cárcel , y escuela de instrucción primaria á cargo de un maestro pagado por los padres de los 20 alumnos que concurren; y una igl. parr. (San Juan Bautista), servida por un cura de provision real y ordinaria, previo concurso: á dist. de unos 100 pasos de la pobl., hay una fuente de buenas aguas, con un caño y dos pilones, el uno para abrevadero de los ganados, y el otro para lavadero de ropas. Confina el térm. N. Miralrio; E. Utande; S. Muduex, y O. Padilla, á poco mas de 1/2 leg. en todas direcciones; dentro de él se encuentran varios manantiales de escelentes aguas: el terreno es de mala calidad y pedregoso, comprende dos montes poblados de roble, de cabida ambos de 390 á 400 fan. de tierra; sus leñas sirven para carboneo, y proveen de combustible al vecindario. caminos: los locales y la carretera de la corte á Pamplona, que atraviesa por medio de la pobl. prod.: trigo, cebada, centeno, avena, vino y algunas legumbres; cria ganado lanar churro, cabrio y vacuno; hay caza de perdices y liebres. ind.: la agricola. comercio: esportacion de los frutos sobrantes á los mercados de Jadraque y Brihuega, donde se surten los vec. de los arliculos que les faltan. pobl.: 38 vec., 130 alm. cap. prod.: 635,200 reales. imp.: 48,700. contr.: 1,628 rs. 20 mrs. presupuesto municipal 1,200 rs.; se cubre con los prod. de puestos públicos y los de propios y arbitrios, procediéndose á reparto vecinal en caso de déficit.
(Madoz, 1847, p. 15)

## Demografía
Casas de San Galindo cuenta con una población de 20 habitantes (INE 2024).
| Gráfica de evolución demográfica de Casas de San Galindo entre 1842 y 2021                                          |
| |
| Población de derecho según los censos de población del INE Población de hecho según los censos de población del INE |

| 1991 |  | 1996 |  | 2001 |  | 2004 |  | 2013 |  | 2015 |
| ---- |  | ---- |  | ---- |  | ---- |  | ---- |  | ---- |
| 35   |  | 41   |  | 34   |  | 32   |  | 23   |  | 24   |

## Galería de imágenes

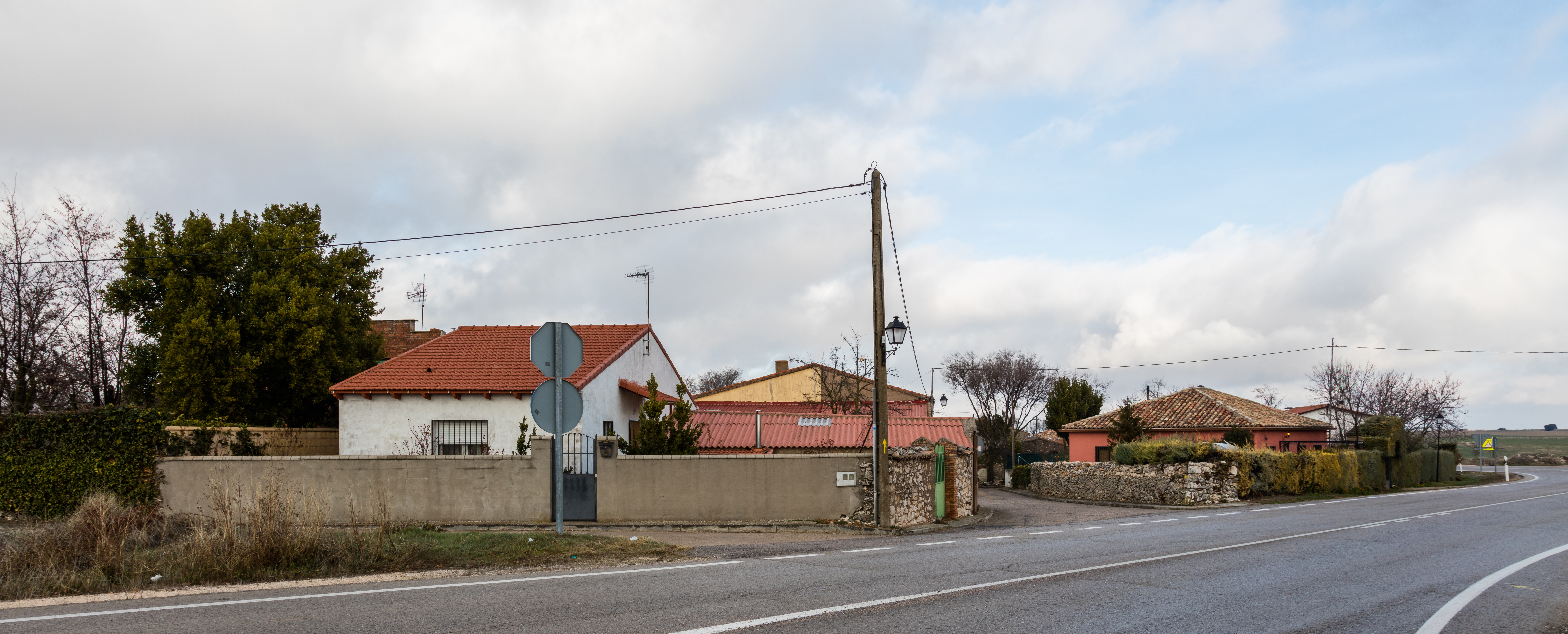
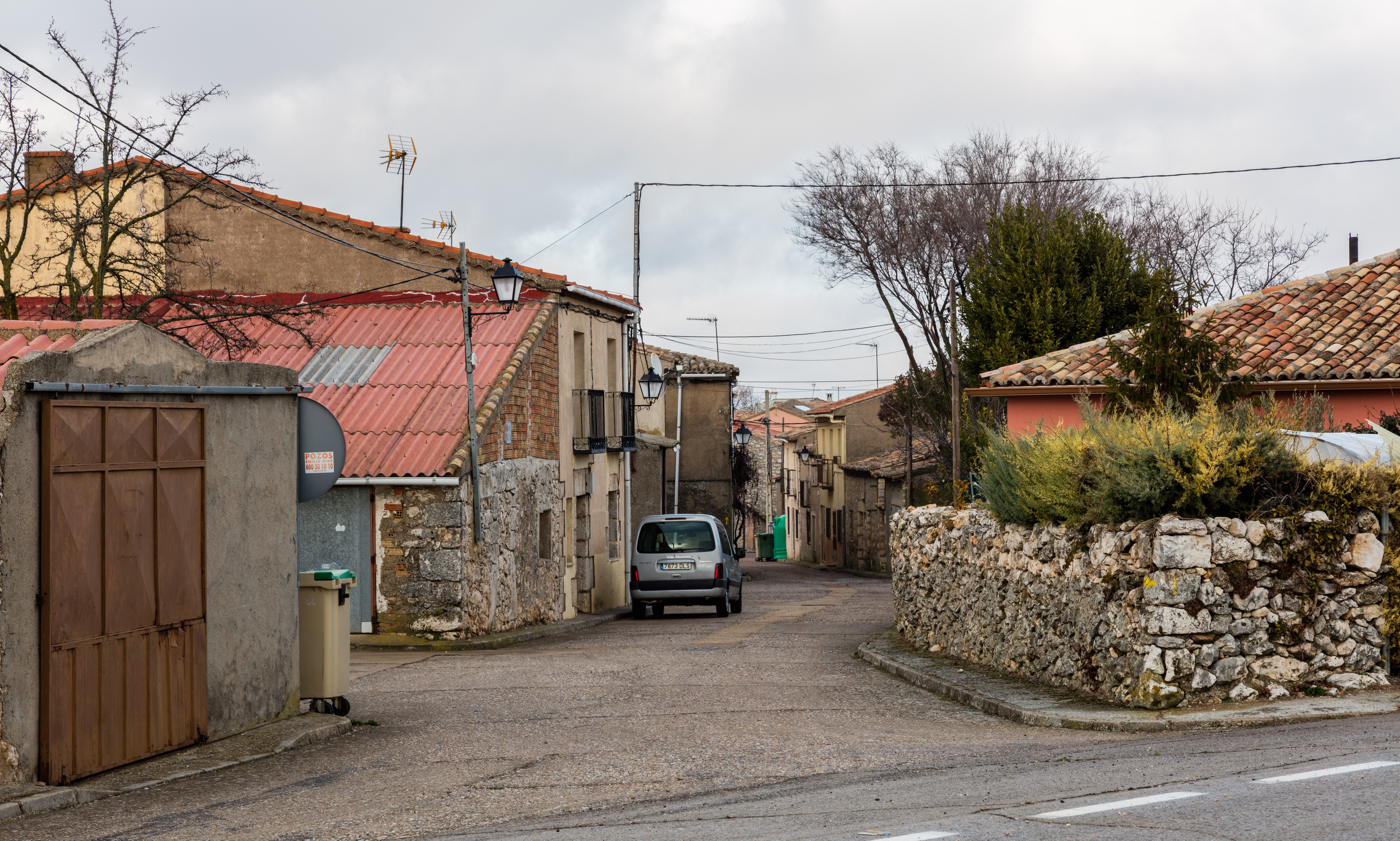